# Dietmar Lenz

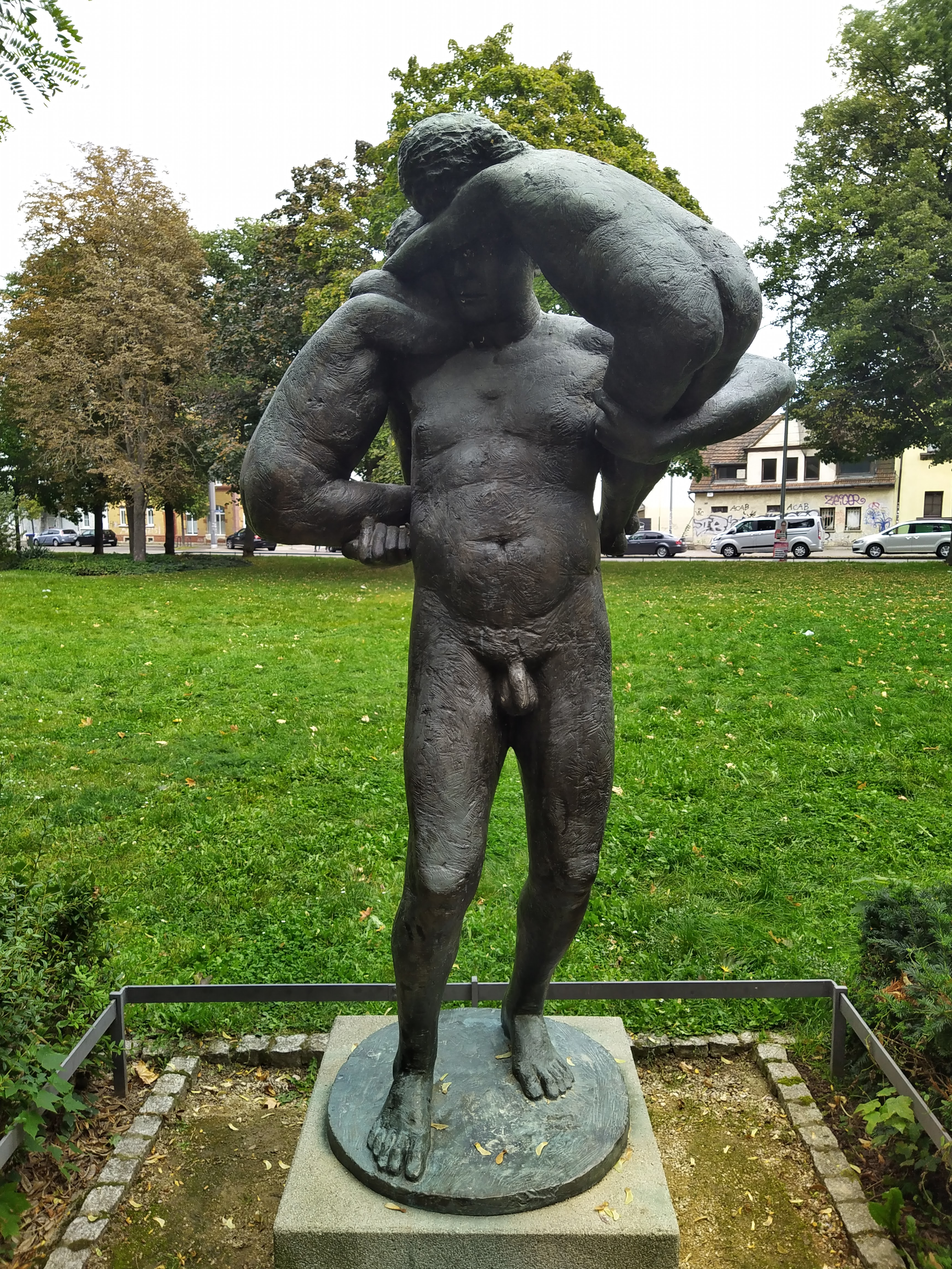
Alter und Jugend von Dietmar Lenz

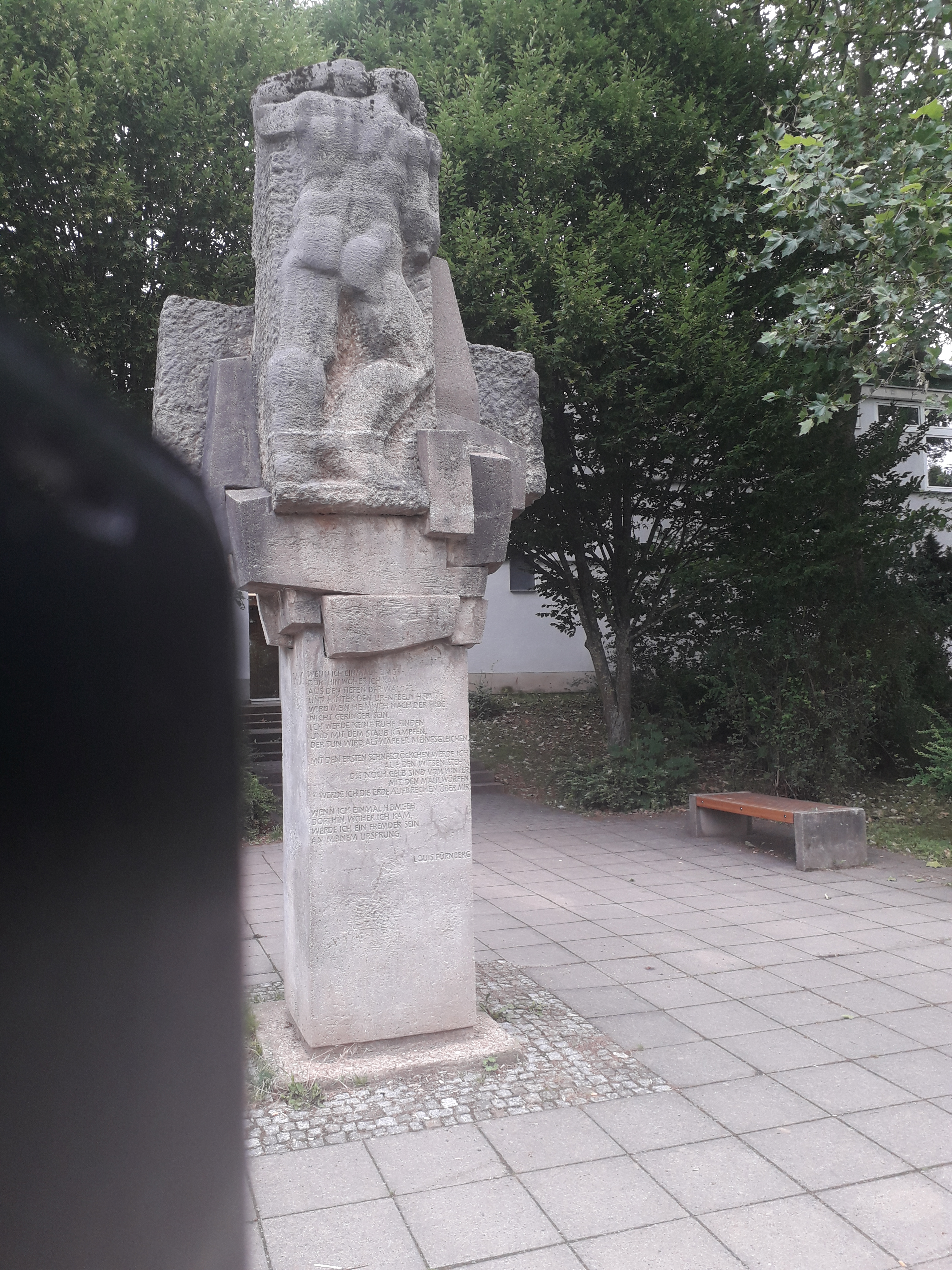
„Hommage à Fürnberg“ von Lutz Hellmuth und Dietmar Lenz

Dietmar Lenz (geb. 1948 in Leipzig) ist ein deutscher Bildhauer.

## Leben und Werk
Lenz absolvierte von 1966 bis 1968 eine Lehre als Bauschlosser. Danach studierte er bis 1971 Gebrauchsgrafik an der Fachschule für angewandte Kunst Heiligendamm und anschließend bis 1976 bei Gerhard Lichtenfeld in der Fachrichtung Plastik der Hochschule für industrielle Formgestaltung Halle – Burg Giebichenstein. Seit dem Diplomabschluss arbeitet er in Erfurt als freischaffender Bildhauer. Er nahm 1978, 1979 und 1981 an den Bildhauersymposien in Oberdorla teil.
Lenz war bis 1990 Mitglied des Verbands Bildender Künstler der DDR. Er wurde 1977 mit dem Gustav-Weidanz-Preis für Plastik geehrt.
Plastiken von Lenz sind im öffentlichen Raum präsent, insbesondere in Erfurt. Lenz stiftete in Leipzig für das Bismarck-Denkmal aus Gussbeton die Replik einer gestohlenen Bismarck-Büste.

## Weitere Werkbeispiele
- Oswald (1976, Beton, Porträt-Büste)[2]

- Paar (1982, Beton, Höhe 23 cm)
- Hockende (1984, Erfurt, Juri-Gagarin-Ring, Skulpturengarten)
- Hockender (1985, Beton, Höhe 65 cm)

- Adam-Ries-Denkmal (2002; Erfurt, Michaelisstraße 48)

## Ausstellungen (unvollständig)

### Einzelausstellungen
- 1977, 1979, 1981 und 1982: Erfurt
- 1977/1978: Halle (Saale)
- 1984: Stadtroda und Eisenach
- 1989: Weimar, Galerie im Cranachhaus (mit Carla Pinkert)

### Teilnahme an zentralen und wichtigen regionalen Ausstellungen in der DDR
- 1979 und 1984: Erfurt, Bezirkskunstausstellungen
- 1980: Frankfurt/Oder, Sport- und Ausstellungszentrum („Junge Künstler der DDR “)
- 1983: Magdeburg, Museum Kloster Unser Lieben Frauen („Junge Bildhauerkunst der DDR“)
- 1986: Bad Kösen, Kunsthalle („Gerhard Lichtenfeld und Schüler. Plastik und Zeichnungen“)
- 1986: Cottbus, Staatliche Kunstsammlungen („Soldaten des Volkes – dem Frieden verpflichtet. Kunstausstellung zum 30. Jahrestag der Nationalen Volksarmee“)
- 1987: Dresden, Galerie Rähnitzgasse („Wirklichkeit und Bildhauerzeichnung“)
- 1987/1988: Dresden, X. Kunstausstellung der DDR